# One Piece: Strong World
One Piece: Strong World (ワンピースフィルム ストロングワールド, Wan Pīsu Firumu: Sutorongu Wārudo) ou simplement Strong World (ストロングワールド, Sutorongu Wārudo) est un film d'animation japonais sorti en 2009 et réalisé par Munehisa Sakai. Il s'agit du dixième long métrage de la franchise One Piece d'Eiichirō Oda.

## Synopsis
Luffy et son équipage naviguent sur les mers à la recherche du légendaire trésor appelé One Piece et doivent faire face à de nombreux pirates. Le plus dangereux d’entre eux, Shiki le Lion d’or, passé pour mort, réapparaît vingt ans après avoir disparu, déterminé à prendre sa revanche sur le monde entier. Pour mettre en œuvre son plan machiavélique, il kidnappe Nami, la navigatrice de Luffy et la retient prisonnière sur Strong World, l’île sauvage qu’il a créée dans le ciel. Luffy et ses compagnons vont devoir se battre contre une nature toute puissante et des animaux gigantesques pour délivrer Nami…

## Production
Eichiro Oda a personnellement supervisé la production du film : il est l'auteur de l'histoire ainsi que de plus de 120 pages d'esquisses. Son nom se retrouve au générique : il souhaitait marquer une rupture avec les neuf films précédents. Le réalisateur est Munehisa Sakai, qui connaît très bien l'univers de One Piece puisqu'il a réalisé plusieurs épisodes de la série animée.

## Dans la chronologie
Ce dixième film s'intègre parfaitement dans la chronologie de la série animée. Un arc de quatre épisodes (arc Spécial Strong World ou arc Little East Blue) afin de faire le lien entre la série et le film a même été réalisé. Un épisode spécial se déroulant 20 ans avant le début de l'histoire, l'épisode 0, a également été produit.
Le film se déroule quelque temps après les évènements de Thriller Bark et avant l'arc Archipel Sabaody. C'est le premier film dans lequel apparait Brook.
À l'origine l'histoire racontée dans le film devait faire partie du manga, mais faute de temps Eiichirō Oda n'a pas pu l'intégrer au récit. Il a donc été décidé de l'adapter en film.

## Sortie en France
Fort de son succès en sélection officielle au Festival international du film d'animation d'Annecy en juin 2010, le film, distribué par Eurozoom, est sorti dans les salles françaises le 24 août 2011.

C'est le premier film de la saga One Piece qui sort au cinéma dans l'Hexagone. Le distributeur et l'éditeur Kazé ont mis le paquet et ont promu cette sortie inédite à grand renfort de publicité (site officiel…) et d'affiches dans les villes qui avaient décidé de passer le film, en VOST et/ou en VF. À noter que le film a même bénéficié d'une avant-première le 4 juillet 2011 à l'UGC Ciné Cité Les Halles qui avait l'exclusivité sur Paris, et dans 10 villes de province tout au long du mois d'août. Le nombre de copies étant très faible, une trentaine seulement, le film a tourné dans toute la France à un rythme beaucoup plus lent qu'un film classique.
Bien que précédé de la réputation du manga, l'accueil critique de ce film est mitigé lors de la sortie en salle : dans le journal Le Monde, Coralie Huché écrit par exemple : « C'est l'humour, avant tout, qui convainc moins que celui de la bande dessinée ou de la série animée [...] Ceux qui ne connaissent pas "One Piece" se divertiront sans comprendre l'engouement qui entoure la série ».
Les DVD et Blu-ray sont sortis le 4 janvier 2012. Là aussi, l'éditeur n'a pas lésiné sur les moyens puisque le film, en plus d'un DVD et d'un Blu-ray classiques, bénéficie d'un coffret collector avec une version spéciale pour l'édition vidéo. Les supports comprennent aussi quelques bonus.

## Distribution
À l'instar des épisodes de la série animée, le doublage français a été supervisé par Toei Animation. Les comédiens ont été dirigés par Philippe Roullier et Julie Basecqz. Les dialogues sont signés Didier Duclos.
| Personnages        | Voix japonaises  | Voix françaises    |
| ------------------ | ---------------- | ------------------ |
| Monkey D. Luffy    | Mayumi Tanaka    | Stéphane Excoffier |
| Zorro Roronoa      | Kazuya Nakai     | Patrick Noérie     |
| Nami               | Akemi Okamura    | Kelly Marot        |
| Usopp              | Kappei Yamaguchi | Jean-Pierre Denuit |
| Sanji              | Hiroaki Hirata   | Olivier Cuvellier  |
| Tony Tony Chopper  | Ikue Ōtani       | Marie Van Ermengen |
| Nico Robin         | Yuriko Yamada    | Marie Nonnenmacher |
| Franky             | Kazuki Yao       | Bruno Magne        |
| Brook              | Yûichi Nagashima | Arnaud Léonard     |
| Shiki le lion d'or | Naoto Takenaka   | Philippe Valmont   |